# Lajeado Novo
Lajeado Novo is een gemeente in de Braziliaanse deelstaat Maranhão. De gemeente telt 6.937 inwoners (schatting 2009).